# Adrienne McNeil Herndon

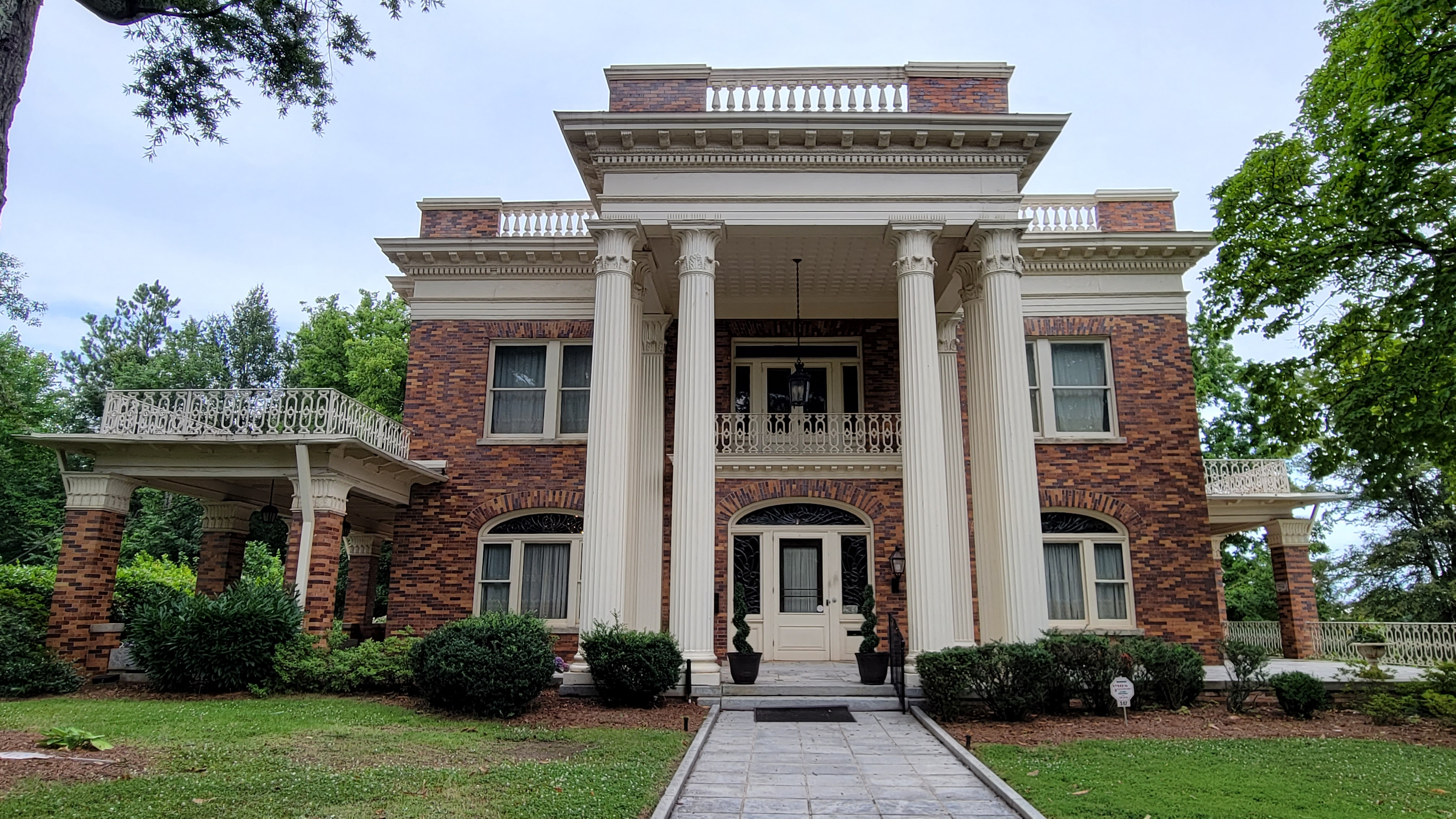
Herndon Home

Adrienne Elizabeth McNeil Herndon fue una actriz, profesora y activista de Atlanta, Georgia. Su nombre artístico fue Anne Du Bignon. Asistió a una de las primeras facultades afroamericanas de la Universidad de Atlanta, donde conoció a W. E. B. Du Bois y posteriormente trabajó con él. Junto a Alonzo Herndon, con quien estuvo casada, formaron una pareja influyente.

## Biografía
Adrienne Elizabeth McNeil nació en Savannah (Georgia) el 22 de julio de 1869.
McNeil se graduó en 1890 en la Universidad Clark Atlanta. Asistió a la Escuela de Arte Dramático de Boston (1902-3)  y a la American Academy of Dramatic Arts de Nueva York.
Para su proyecto final interpretó Marco Antonio y Cleopatra, bajo el pseudónimo de Anne Du Bignon, afirmando que era de ascendencia criollo-francesa.
En la Universidad de Atlanta, Herndon alcanzó el cargo de primer director de interpretación y profesor de elocución desde 1895 hasta su fallecimiento en 1910. Fue una de las primeras personas afroamericanas que enseñó en la Universidad de Atlanta (la otra fue George Towns), incorporándose dos años antes que Du Bois. Allí organizó la recogida de fondos y la interpretación anual de Shakespeare por parte de los alumnos de último curso.
En enero de 1904 debutó en solitario en el Steinert Hall de Boston, volviendo a usar el nombre de Anne Du Bignon. Herndon apoyó el sufragio negro. Dubois y Adrienne Herndon fueron colegas en la Universidad de Atlanta.  En octubre de 1904, Alonzo firmó la Conferencia de Ontario, encabezada por Du Bois. Adrienne Herndon alojó el Movimiento del Niágara, también dirigido por Du Bois,  y el 30 de noviembre de 1905 también participó en la manifestación organizada por Du Bois en la Iglesia Baptista de Wheat Street a favor del “movimiento del Sur”, al que se unió en el estrado. Durante los disturbios de Atlanta de 1906, dos empleados de Alonzo fueron atacados y resultaron muertos. Tras los disturbios, Herndon y el reverendo Henry H. Proctor se reunieron con el alcalde y el jefe de policía para discutir sobre la seguridad de las víctimas y la persecución de los sublevados.
Adrienne McNeil se casó con Alonzo Herndon. En 1894  antes de aceptar la oferta de matrimonio le hizo prometer que apoyaría su carrera teatral. En 1897 el matrimonio tuvo un hijo, Norris Bumstead Herndon. En el edificio Herndon Home, ella fue diseñando sin planos, pero trabajando en estrecho contacto con un equipo de artesanos negros.
Por desgracia, Adrienne murió de la enfermedad de Addison justo cuando la construcción del edificio, que había diseñado para ser su “primer hogar de verdad”, estaba finalizando. Algunas fuentes sostienen que falleció cuatro semanas después de que la familia se mudara a Herndon Home, pero otras sostienen que murió una semana antes de que acabaran las obras. También es posible que la familia se trasladara al edificio antes de que este estuviera acabado.

Norris Herndon se graduó en la Universidad de Atlanta en 1919. Expandió el negocio de seguros de su padre, que pasó de un millón a 54 millones de dólares en activos. En 1947, Norris estableció la Herndon Foundation para la conservación de Herndon Home.
En 1973 el edificio se transformó en museo. En 2000 fue declarado Hito Histórico Nacional.